# Francesca Galli
Pour les articles homonymes, voir Galli.
Francesca Galli, née le 5 juillet 1960 à Desio, est une coureuse cycliste italien. Active dans les années 1970 et 1980, elle est notamment championne du monde du contre-la-montre par équipes en 1988 avec Maria Canins, Monica Bandini et Roberta Bonanomi.

## Palmarès
- 1978
  - 2e du championnat d'Italie sur route
- 1979
  -  Championne d'Italie sur route
- 1980 
  - Trofeo Alfredo Binda-Comune di Cittiglio
  - 4e du championnat du monde sur route
- 1982
  - 2e du championnat d'Italie sur route
- 1987
  -  Médaillée de bronze du championnat du monde du contre-la-montre par équipes
- 1988
  -  Championne du monde du contre-la-montre par équipes (avec Maria Canins, Monica Bandini et Roberta Bonanomi)
- 1989
  -  Médaillée d'argent du championnat du monde du contre-la-montre par équipes
  - 2e du championnat d'Italie du contre-la-montre
- 1990
  - 3e du championnat d'Italie du contre-la-montre